# Dieter Saldecki
Dieter Saldecki (* 12. November 1944 in Eberswalde; † 15. November 2006 in Berlin) war ein deutscher Journalist, Autor und Dramaturg.

Dieter Saldecki beim 30. Deutschen Evangelischen Kirchentag 2005 in Hannover

Nach dem Studium der Theologie an der Kirchlichen Hochschule Berlin-Zehlendorf sowie an der Georg-August-Universität Göttingen absolvierte er 1971 ein Volontariat beim WDR und arbeitete anschließend als freier Mitarbeiter in der Redaktion des WDR-Kinderprogramms. 1974 wurde er beauftragt, einen speziellen Fernsehjournalismus für Kinder und Jugendliche zu entwickeln. Das bekannteste Ergebnis sind die speziellen Sachgeschichten zu Menschen, Wissenschaft und Geschichte der Sendung mit der Maus. Beim WDR war er 30 Jahre unter anderem als Redakteur für Die Sendung mit der Maus tätig. Weiterhin war er an der Entwicklung des ARD-Morgenmagazins und der Kinderserie Schloss Einstein beteiligt.
Er gab seit 1997 sein Fachwissen in Lehrveranstaltungen an mehreren Universitäten weiter.
Am 15. November 2006 starb Dieter Saldecki in Berlin im Alter von 62 Jahren.

## Auszeichnungen
- 1987: Deutscher Preis für Denkmalschutz: Journalistenpreis
- 1988: Adolf-Grimme-Preis mit Gold für Die Sendung mit der Maus (zusammen mit Friedrich Streich und Armin Maiwald)